# Cantonul La Salvetat-sur-Agout
Cantonul La Salvetat-sur-Agout este un canton din arondismentul Béziers, departamentul Hérault, regiunea Languedoc-Roussillon, Franța.

## Comune
- Fraisse-sur-Agout
- La Salvetat-sur-Agout (reședință)
- Le Soulié